# Herculano de Perugia
Herculano de Perugia (en italiano: Ercolano; f. 549) fue un obispo de Perugia. Es venerado como santo por la Iglesia Católica y es reconocido como santo patrón de Perugia. Su fiesta principal es el 7 de noviembre; su segunda fiesta se celebra el 1 de marzo. Según el Papa Gregorio Magno en sus Diálogos, Herculano sufrió el martirio cuando Totila, rey de los ostrogodos, capturó Perugia en 549.
Antes de que la ciudad fuera capturada, se dice que Herculano intentó salvar la ciudad alimentando con el último saco de grano al último cordero. Esto tenía la intención de dar a las fuerzas ostrogodos la impresión de que los perugianos tenían comida de sobra y podían alimentar a un cordero débil con su preciado grano. Con comida de sobra, pudieron resistir el asedio. Sin embargo, Totila no se dejó engañar por este truco y se apoderó de la ciudad de todos modos.
Se dice que Totila dio órdenes de desollar completamente a Herculano. Sin embargo, el soldado ostrogodo que tuvo que realizar esta tarea se apiadó del obispo y decapitó a Herculano antes de que se completara el desollamiento.
Gregorio escribe que cuarenta días después de que la cabeza de Herculano fuera cortada, se encontró que se había reunido milagrosamente con su cuerpo.
Los habitantes del castillo de Cisterna en Umbria, sobre el río Puglia, estaban bajo el dominio de Perugia y se vieron obligados a enviar tres libras de cera a Perugia para la fiesta de San Herculano.

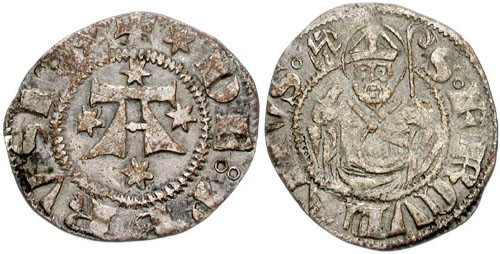
Moneda perugiana del siglo XV (monedas CNG). Representa el busto de medio cuerpo de San Herculano, sosteniendo un báculo.